# Company of Heroes: Tales of Valor
Company of Heroes: Tales of Valor è un videogioco strategico in tempo reale, sviluppato da Relic Entertainment e pubblicato da THQ il 22 aprile 2009. Si tratta di una espansione stand-alone per Company of Heroes. Rispetto a quest'ultimo contiene nuove unità, nuove mappe e ulteriori modalità multiplayer. Le uniche tre campagne aggiunte hanno una breve durata (3 o 4 missioni ciascuna).

## Modalità di gioco
Rispetto al gioco base, viene introdotta la possibilità di controllare direttamente certe unità (genieri, cecchini, carri armati); inoltre, l'uccisione dei nemici incrementa la risorsa Munizioni; le unità utilizzate sono essenzialmente le stesse; parte delle medaglie guadagnate nelle campagne sblocca veicoli per le partite multigiocatore.

## Campagne

### Tiger Ace
Un carro Tiger difende la cittadina di Villiers-Bocage da una incursione dei Desert Rats inglesi; dei 5 uomini che formano l'equipaggio, due sono già noti al giocatore: il capocarro Maximilian Voss e il cannoniere Joseph Gunther Schultz; nella prima missione il Tiger sbaraglia le forze nemiche da solo, ma problemi al cambio costringono l'equipaggio ad abbandonare il panzer; la seconda missione consiste nel fuggire verso le linee tedesche; la terza vede lo stesso equipaggio tornare con un nuovo Tiger ed un carro amico di supporto, per riprendere la città con il supporto della fanteria. Alla fine, Voss sarà promosso a maggiore generale (o generale di divisione) e trasferito al comando della SS Panzer Elite, che affronterà gli Alleati durante l'operazione Market Garden, mentre Schultz sarà promosso capitano e messo al comando della Panzer Lehr; morirà durante la difesa della Sacca di Falaise.

### Ponte Pegasus
Commando britannici devono prendere e difendere il Ponte Pegasus, un punto di passaggio molto importante per il prosieguo delle operazioni in Normandia; la prima missione è incentrata sull'attacco britannico, la seconda sul contrattacco tedesco, la terza sulla avanzata britannica al di là del ponte.

### Sacca di Falaise
Un reparto terrestre della Luftwaffe, insieme a forze della Wehrmacht, deve difendere il villaggio di Trun dagli attacchi americani; nel villaggio una nascosta divisione di panzer, in attesa di ritirarsi dalla Normandia; per alcuni giorni, le forze tedesche respingono gli assalti americani per tenere aperta la Sacca di Falaise, ma alla fine le forze tedesche finiranno ugualmente accerchiate.